# Ayenia aemulata
Ayenia aemulata är en malvaväxtart som beskrevs av Cristobal. Ayenia aemulata ingår i släktet Ayenia och familjen malvaväxter. Inga underarter finns listade i Catalogue of Life.